# Crabro peltarius peltarius
Crabro peltarius peltarius é uma subespécie de insetos himenópteros, mais especificamente de vespas pertencente à família Crabronidae.
A autoridade científica da subespécie é Schreber, tendo sido descrita no ano de 1784.
Trata-se de uma subespécie presente no território português.